# アッシュ郡 (ノースカロライナ州)
アッシュ郡（英: Ashe County）は、アメリカ合衆国ノースカロライナ州の北西隅に位置する郡である。2010年国勢調査での人口は27,281人であり、2000年の24,384人から11.9%増加した。郡庁所在地はジェファーソン町（人口1,611人）であり、同郡で人口最大の町でもある。

## 歴史
アッシュ郡となった地域にはチェロキー族、クリーク族、ショーニー族などのインディアンが住んでいたことが明らかになっている。土器の破片や鏃などインディアンの加工品が見つかり、その存在を裏付けている。これら人工物の大半は郡内のオールドフィールズ地域で見つかってきた。
アッシュ郡の地域を最初に探検したヨーロッパ人は、アメリカのモラヴィア教会の首長、オーガスタス・ゴットリーブ・スパンゲンバーグ司祭とその弟子であるティモシー・ホースフィールド、ジョセフ・ミューラー、ヘンリー・アンテス、ヨハン・マーク、ハーマン・ローシュだった。スパンゲンバーグ司祭はアッシュを旅したことについてその日記に記していた。日記はモラヴィア教会が保存してきた。スパンゲンバーグはバージニア植民地からモラヴィア教徒が入植するために10万エーカー (400 km2) の土地を与えられた。この集団の中で唯一アッシュ郡に戻って定着したのがハーマン・ローシュだった。その他初期の開拓者にはデイビッド・ヘルトン、ウィリアム・ウォーリング、ウィリアム・マクレインがおり、有名なダニエル・ブーンがいた。ブーンを除き、これら開拓者は全て1771年に入植した。
アメリカ独立戦争の時、郡内で小さな戦闘が起きた。「ビッググレイズの戦い」と呼ばれる。1780年7月、ロバート・ラブが指揮するアメリカ部隊と、シャーロットへ向かい、チャールズ・コーンウォリス将軍の本隊に合流しようというイギリス側ロイヤリスト150名の部隊との間で戦われた。この戦闘ではアメリカ部隊が勝利した。
1780年代、アッシュ郡は「フランクリン国」に属すると見なされていた。フランクリン国はワシントン、グリーン、サリバンの3郡で構成された。アッシュ郡はワシントン郡の一部と見なされた。フランクリン国はテネシー州の始まりとなった。アッシュ郡が正式にノースカロライナ州に属したのは1785年になってからだった。1799年遅く、広さ977平方マイル (2,530 km2) のアッシュ郡がアメリカ合衆国かつノースカロライナ州の郡であることを公式に宣言した。1800年の国勢調査では、アッシュ郡民の姓がブレビンス、ハート、ベア、スタンパー、ミラー、バーケット、ギャンビル、ボールドウィン、バルーなどで占められており、これが今日に続いている。アッシュ郡の郡名はアメリカ独立戦争時の愛国者であり、上級裁判所判事、1795年から1798年までノースカロライナ州知事を務めたサミュエル・アッシュに因んで名付けられた。1807年から1913年の間に何度も郡の境界が修正された。1849年、アッシュ郡の南西部とコールドウェル郡、ウィルクス郡、ヤンシー郡の一部を合わせて、ワタウガ郡が作られた。10年後の1859年、アッシュ郡の残りの東部がアリゲイニー郡となった。

## 地理
アメリカ合衆国国勢調査局に拠れば、郡域全面積は427平方マイル (1,105.9 km2)であり、このうち陸地426平方マイル (1,103.3 km2)、水域は1平方マイル (2.6 km2)で水域率は0.15%である。アッシュ郡はノースカロライナ州の北西隅に位置し、北のバージニア州と西のテネシー州の2つの州に接している。郡全体がアパラチア山脈の中にある。標高2,500フィート (760 m) から3,000フィート (910 m) のうねりのある高原の上に大半がある。郡南東部境で急に2,000フィート (610 m)近く標高を落としてフットヒルズ地域に変わる。高原部には多くの山と岡がある。ジェファーソンやウェストジェファーソンの町の上には、その中でも標高4,665フィート (1,422 m) のジェファーソン山や、同1,600フィート (490 m) を越える峰々がある。
郡内主要河川はニュー川であり、世界でも古く、また国内では南、東あるいは西に流れず北に流れていることで希少な川である。ニュー川に注ぐクリークや小川は34ある。1998年、ビル・クリントン大統領から「アメリカの遺産河川」に指定され、その田園的景観、清澄な水、毛針釣り、カヤックやカヌーで有名である。
アッシュ郡は概して山岳部の景色で知られ、観光業が郡経済の根幹である。ブルーリッジ・パークウェイが分南東部境を走っている。昔からのうちが多く、牛や鶏の飼育場も多い。しかし牛の飼育は近年クリスマスツリーの生育にその座を譲ってきた。多くの牛飼育農家がクリスマスツリー生育に転換し、1997年、2007年、2008年と2012年の4度、アッシュ郡のクリスマスツリーは全国クリスマスツリー協会からホワイトハウスの公式ツリーに選ばれた。ツリーはホワイトハウスのブルールームで展示された。

### 郡区
アッシュ郡は19の郡区に分けられている。チェスナットヒル、クリフトン、クレストン、エルク、グラッシークリーク、ヘルトン、ホースクリーク、ハリケーン、ジェファーソン、ローレル、ノースフォーク、オビッズ、オールドフィールズ、ピーククリーク、パインスワンプ、パイニークリーク、ポンドマウンテン、ウォルナットヒル、ウェストジェファーソンの各郡区である。

### 主要高規格道路
- アメリカ国道221号線
- ノースカロライナ州道16号線
- ノースカロライナ州道88号線
- ノースカロライナ州道163号線
- ノースカロライナ州道194号線

### 隣接する郡
- グレイソン郡 (バージニア州) - 北
- アリゲイニー郡 - 東
- ウィルクス郡 - 南東
- ワタウガ郡 - 南西
- ジョンソン郡 (テネシー州) - 西

### 国立保護地域
- ブルーリッジ・パークウェイ（部分）
- チェロキー国立の森（部分）

## 人口動態
以下は2000年国勢調査による人口統計データであり、（　）内に2010年データを示す。
| 基礎データ - 人口: 24,384人 (28,281人) - 世帯数: 10,411 世帯 (11,755世帯) - 家族数: 7,423 家族 (8,030家族) - 人口密度: 22人/km2(23人)（57人/mi2(60人)） - 住居数: 13,268軒 (17,342軒) - 住居密度: 12軒/km2(12人)（31軒/mi2(37人) 人種別人口構成 - 白人: 97.16% (95.5%) - アフリカン・アメリカン: 0.66% (0.6%) - ネイティブ・アメリカン: 0.32% (0.2%) - アジア人: 0.23% (0.4%) - 太平洋諸島系: 0.01% (0.01%) - その他の人種: 1.05% (2.2%) - 混血: 0.56% (1.0%) - ヒスパニック・ラテン系: 2.42% (4.8%) 年齢別人口構成 - 18歳未満: 19.8% - 18-24歳: 7.5% - 25-44歳: 27.0% - 45-64歳: 27.7% - 65歳以上: 18.0% - 年齢の中央値: 42歳 (45.5歳) - 性比（女性100人あたり男性の人口） - 総人口: 97.4 (97.8) - 18歳以上: 94.9 (96.4) | 世帯と家族（対世帯数） - 18歳未満の子供がいる: 26.2% (23.1%) - 結婚・同居している夫婦: 59.4% (54.5%) - 未婚・離婚・死別女性が世帯主: 8.4% (9.3%) - 非家族世帯: 28.7% (31.7%) - 単身世帯: 25.8% (27.5%) - 65歳以上の老人1人暮らし: 12.1% (13.0%) - 平均構成人数 - 世帯: 2.31人 (2.29人) - 家族: 2.75人 (2.75人) 収入と家計 - 収入の中央値 - 世帯: 28,824米ドル (34,056米ドル) - 家族: 36,052米ドル - 性別 - 男性: 25,666米ドル - 女性: 19,983米ドル - 人口1人あたり収入: 16,429米ドル (20,706米ドル) - 貧困線以下 - 対人口: 13.5% (18.1%) - 対家族数: 10.1% - 18歳未満: 16.3% - 65歳以上: 17.3% |

## 都市と町

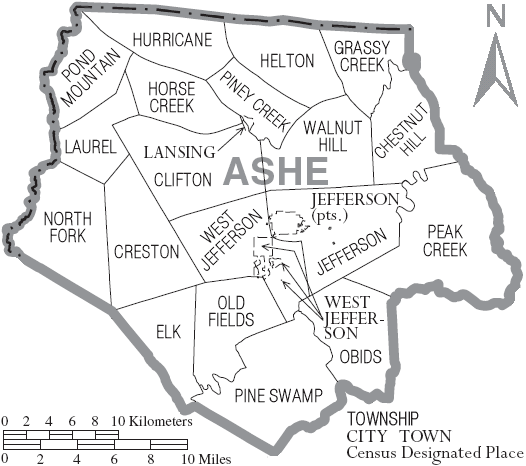
アッシュ郡の自治体と郡区

郡内の自治体は郡庁所在地のジェファーソン、ランシングとウェストジェファーソンがある。
未編入の町としては、クレストン、クランプラー、フリートウッド、グレンデールスプリングス、グラッシークリーク、ハスク、ローレルスプリングス、トッド、ウォーレンズビルがある。

## メディア
ウェストジェファーソンでは「アッシュ・マウンテン・タイムズ」が発行され、アッシュ郡内に配布されている。この新聞はジョーンズ・メディア出版社が所有し、ブーンで発行される「ワタウガ・デモクラット」と姉妹紙である。

## 著名な出身者と訪問者
アッシュ郡の出身者にはメジャーリーグベースボール選手のモント・ウィーバーがいる。当時のワシントン・セネターズ（現在はミネソタ・ツインズ）に属し、1933年のワールドシリーズで登板した。ボストン・レッドソックスに移った後、第二次世界大戦に招集された。1994年に死亡した。
バイオリン奏者で楽器製作者のアルバート・ハッシュはランシングに住んでいたことがあった。アッシュ郡生まれのマービン・オズボーンが第二次世界大戦で負傷した後の1944年、ヘレン・ケラーが訪れた。ロレッタ・リンは1960年代後半にウェストジェファーソンのセントラル・フード・マーケットで歌った（セントラル・フード・マーケットの建物には地元所有の自動車部品店が入り、現在はレストランになっている）。1998年当時の大統領ビル・クリントンと副大統領アル・ゴアがニュー川の岸でセレモニーを行い、この川をアメリカの遺産河川に指定した。セレモニーの後で両者は歴史あるグレンデールスプリングス・インで昼食を摂った。